# 馬赫什卡里烏帕齊拉
馬赫什卡里乌帕齐拉是孟加拉国科克斯巴扎爾縣的一个乌帕齐拉，位於吉大港专区的科克斯巴扎爾縣。。

## 人口
據1991年孟加拉國人口普查，馬赫什卡里共有戶數33,287戶，人口219,520人。其中男性佔比53.13%，女性佔比46.87%；成年人口90,892人。該地7歲以上人口之平均識字率為16.8%，低於全國平均值（32.4%）。